# Karibische Entwicklungsbank
Die Karibische Entwicklungsbank (englisch Caribbean Development Bank, kurz CDB) ist eine multilaterale Entwicklungsbank mit Sitz in Wildey im Saint Michael Parish auf Barbados. Mithilfe der Bank sollen soziale und wirtschaftliche Projekte in den Mitgliedsländern finanziert und die regionale wirtschaftliche Entwicklung gefördert werden. Das Kapital der Karibischen Entwicklungsbank betrug im Dezember 2019 knapp zwei Milliarden US-Dollar.

## Geschichte
Der Plan, eine regionale Entwicklungsbank für den karibischen Raum zu gründen, wurde 1966 erarbeitet. Die Karibische Entwicklungsbank wurde durch ein am 18. Oktober 1969 in Kingston, Jamaika, unterzeichnetes Abkommen zwischen sechzehn Mitgliedern des Commonwealth of Nations aus dem karibischen Raum sowie Kanada und dem Vereinigten Königreich gegründet und das Gründungsabkommen trat am 26. Januar 1970 in Kraft, nachdem 15 der 18 Unterzeichnerstaaten das Abkommen ratifiziert hatten. Bei der Etablierung der Bank leistete die Internationale Bank für Wiederaufbau und Entwicklung, die Interamerikanische Entwicklungsbank und das Entwicklungsprogramm der Vereinten Nationen Unterstützung. Das Anfangskapital der Bank betrug 50 Millionen US-Dollar und der erste Präsident der Bank wurde der spätere Wirtschaftsnobelpreisträger William Arthur Lewis.
Präsidenten
Bisherige Präsidenten der Bank waren:
| Name                 | Amtszeit  | Nationalität        |
| -------------------- | --------- | ------------------- |
| William Arthur Lewis | 1970–1973 | St. Lucia           |
| William G. Demas     | 1974–1988 | Trinidad und Tobago |
| Neville Nicholls     | 1988–2001 | Barbados            |
| Compton Bourne       | 2001–2011 | Guyana              |
| William Warren Smith | 2011–2021 | Jamaika             |
| Hyginus 'Gene' Leon  | 2021–     | St. Lucia           |

## Mitglieder

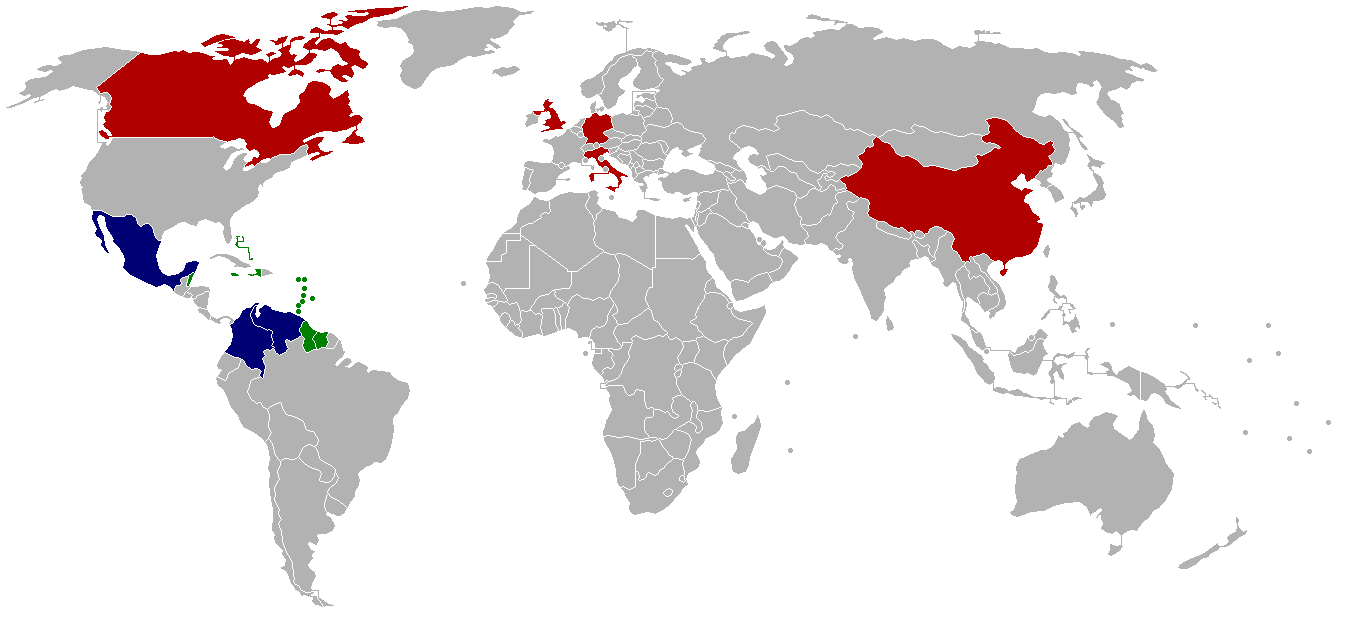
Mitgliedsstaaten

Im Jahr 2022 gibt es neunzehn kreditnehmende Mitglieder und neun nicht kreditnehmende Mitglieder.

### Kreditnehmende Mitglieder
| - Anguilla - Antigua und Barbuda - Bahamas - Barbados - Belize - Britische Jungferninseln - Cayman Islands - Dominica - Grenada - Guyana | - Haiti - Jamaika - Montserrat - St. Kitts und Nevis - St. Lucia - St. Vincent und die Grenadinen - Suriname - Trinidad und Tobago - Turks- und Caicosinseln |

### Nicht kreditnehmende Mitglieder
- Argentinien
- Brasilien
- Volksrepublik China
- Deutschland
- Frankreich
- Kolumbien
- Mexiko
- Venezuela
- Vereinigtes Königreich